# Munich (phim)
Munich là một bộ phim điện ảnh giật gân chính kịch lịch sử do Steven Spielberg đạo diễn kiêm sản xuất, với phần kịch bản được chắp bút bởi Tony Kushner và Eric Roth. Bộ phim dựa trên cuốn sách Vengeance, bản kể lại của chiến dịch sự phẫn nộ của Chúa trời - một cuộc trả đũa bí mật do chính phủ Israeli thực hiện nhắm vào Tổ chức Giải phóng Palestine (PLO) sau sự kiện thảm sát München tại Thế vận hội Mùa hè 1972.
Munich nhận được năm đề cử tại Giải Oscar lần thứ 78: Phim hay nhất, Đạo diễn xuất sắc nhất, Kịch bản chuyển thể xuất sắc nhất, Biên tập âm thanh xuất sắc nhất cùng Nhạc phim hay nhất. Tác phẩm đã thu về 130 triệu USD trên toàn thế giới nhưng chỉ có 47 triệu USD tại Hoa Kỳ, qua đó trở thành một trong những bộ phim có doanh thu thấp nhất của Spielberg tại nước nhà. Năm 2017, phim được tạp chí The New York Times đưa vào danh sách "Những bộ phim xuất sắc nhất thế kỷ 21 cho đến nay", đứng ở vị trí thứ 16.

## Nội dung
Tại Thế vận hội Mùa hè 1972 ở Munich, nhóm khủng bố Palestine Tháng Chín Đen đã giết hại 11 thành viên của đội Olympic Israel. Avner Kaufman, một điệp viên Mossad mang hai dòng máu Đức-Do Thái, được ủy quyền chỉ huy một phi vụ ám sát 11 người Palestine được cho là có liên quan đến vụ thảm sát. Theo chỉ đạo của người điều hành Ephraim, để chính phủ Israel có thể phủ nhận một cách chính đáng, Avner rời khỏi Mossad và hoạt động không có quan hệ chính thức với Israel. Nhóm của anh bao gồm bốn tình nguyện viên người Do Thái từ khắp nơi trên thế giới: tài xế người Nam Phi Steve, chuyên gia sản xuất đồ chơi và chất nổ người Bỉ Robert, cựu quân nhân Israel kiêm "người dọn dẹp" Carl, cùng người làm giả tài liệu Đan Mạch Hans. Họ được cung cấp thông tin bởi một người Pháp tên là Louis.
Tại Rome, nhóm dùng súng bắn chết Wael Zwaiter, lúc ấy đang sống như một nhà thơ. Ở Paris, họ cho nổ một quả bom tại ngôi nhà của Mahmoud Hamshari; tại Síp, họ đánh bom phòng khách sạn của Hussein Abd Al Chir. Cùng với biệt kích IDF, họ lùng sục ba chiến binh Palestine - Muhammad Youssef al-Najjar, Kamal Adwan cùng Kamal Nasser - rồi đến Beirut, thâm nhập vào khu nhà được cảnh giới của người Palestine và tiêu diệt cả ba tên.
Khi ấy, các sát thủ tranh luận gay gắt về tính đạo đức của nhiệm vụ, đồng thời bày tỏ mối lo ngại về sự thiếu kinh nghiệm của bản thân, cũng như về việc vô tình giết những người ngoài cuộc vô tội. Avner có một chuyến thăm ngắn ngủi đến vợ mình, người vừa sinh đứa con đầu lòng của họ. Tại Athens, khi truy lùng Zaiad Muchasi, nhóm phát hiện ra rằng Louis đã sắp xếp để họ ở chung một ngôi nhà an toàn với các thành viên PLO đối địch, cùng các đặc vụ Mossad giả làm thành viên của các nhóm chiến binh nước ngoài như ETA, IRA, ANC, và Phái Hồng quân để tránh chuốc lấy rắc rối. Avner đã có một cuộc trò chuyện chân thành với một thành viên của PLO, Ali, về quê hương của họ và người xứng đáng cai trị vùng đất ấy; Ali sau đó bị Carl bắn gục khi cả đội trốn thoát khỏi cuộc tấn công của Muchasi.
Cả nhóm đi đến Luân Đôn để truy lùng Ali Hassan Salameh, "kiến trúc sư" của Vụ thảm sát Munich, nhưng cuộc ám sát bị gián đoạn do một số người Mỹ say xỉn gây nên. Có ý kiến cho rằng đây là những điệp viên của CIA, mà theo Louis, cơ quan này bảo vệ và tài trợ cho Salameh, và đổi lại, hắn ta sẽ không tấn công các nhà ngoại giao Mỹ. Cũng từ đó trở đi, chính kẻ đi săn lại trở thành kẻ bị săn. Carl bị giết bởi một sát thủ độc lập người Hà Lan. Để trả thù cho người đồng đội xấu số, nhóm lần theo tung tích và hành quyết cô ta tại một căn nhà nổi ở Hoorn, Hà Lan. Hans được tìm thấy trên băng ghế công viên với tình trạng bị đâm chết, còn Robert thì thiệt mạng bởi một vụ nổ trong chính xưởng bom của anh. Avner và Steve cuối cùng cũng xác định được vị trí của Salameh ở Tây Ban Nha, nhưng một lần nữa âm mưu ám sát của họ lại bất thành, lần này là bởi các vệ sĩ vũ trang của Salameh. Có thể nói rằng Louis đã bán thông tin của đội cho PLO.
Avner đau buồn bay đến Israel, và chẳng lấy gì làm tự hào khi được hai người lính trẻ ca tụng là anh hùng. Sau đó, Avner đến ngôi nhà mới ở Brooklyn, nơi anh bị căng thẳng sau chấn thương và mắc chứng hoang tưởng. Mối lo âu tiếp tục tăng lên khi anh nói chuyện với cha của Louis qua điện thoại và ông ta tiết lộ rằng ông đã biết được tên thật của Avner, rồi hứa rằng sẽ không có đều gì xảy ra với gia đình anh. Avner bị tống ra khỏi lãnh sự quán Israel sau khi xông vào và yêu cầu Mossad để vợ con mình được yên ổn. Ephraim đến đề nghị Avner trở lại Israel và Mossad, nhưng Avner không chấp nhận. Avner sau đó yêu cầu Ephraim đến ăn tối với gia đình để làm hòa với nhau, nhưng Ephraim lại từ chối - một hành động cho thấy rằng mâu thuẫn giữa hai người sẽ không bao giờ được hóa giải.

## Nhạc phim
Bản nhạc nền của phim do John Williams sáng tác và chỉ huy dàn nhạc.
Album nhạc phim nhận được đề cử tại hạng mục Giải Oscar cho nhạc phim hay nhất nhưng đã để thua Brokeback Mountain. Nhạc phẩm cũng được đề cử Giải Grammy cho nhạc nền hay nhất cho phim ảnh nhưng lại để tuột vào tay Hồi ức của một geisha (cũng do Willia soạn)
AllMusic đã cho phần nhạc phim 3.5/5 sao. Bản nhạc nhận được số điểm 4/5 trên trang web Filmtracks.com. Nó cũng được SoundtrackNet xếp hạng 4,5/5 sao. Trên ScoreNotes, bản nhạc được xếp loại "A-".